# Brachystelma richardsii
Brachystelma richardsii är en oleanderväxtart som beskrevs av Peckover. Brachystelma richardsii ingår i släktet Brachystelma och familjen oleanderväxter. Inga underarter finns listade i Catalogue of Life.